# Эндо, Акира
Акира Эндо (англ. Akira Endo 遠藤章, яп. 遠藤章; 14 ноября 1933, Higashiyuri, Юрихондзё, префектура Акита, Япония — 5 июня 2024) — японский учёный. Труды в основном посвящены биохимии. Лауреат многих престижных премий.
Иностранный член Национальной академии наук США (2011).

## Карьера
Эндо родился в сельской местности на севере Японии (Higashiyuri, Юрихондзё, префектура Акита) и с юности интересовался грибами, будучи поклонником Александра Флеминга. Он получил степень бакалавра BA в Университете Тохоку (Faculty of Agriculture) в городе Сендай (префектура Мияги) в 1957 году и докторскую степень PhD по биохимии в том же университете в 1966 году. С 1957 до 1978 он работал исследователем в японской фармацевтической компании Sankyo Co.; первоначально в области изучения грибных энзимов. Успешные исследования этой области позволили ему пару лет поработать в Медицинском колледже Альберта Эйнштейна в Нью-Йорке в качестве научного сотрудника (1966—1968) в области изучения холестерина. Исследовал биохимию грибов и биосинтез холестерина, работал над получением статинов. Позднее преподавал в качестве доцента (associate professor) и полного профессора (1986-) в Токийском аграрно-техническом университете (1979—1997), был президентом Biopharm Research Laboratories.
Умер 5 июня 2024 года в Токио из-за болезни в возрасте 90 лет.

## Награды
Среди наград:
- 1966 — Young Investigator Award in agricultural chemistry (Япония)
- 1987 — Премия Генриха Виланда[нем.] for the discovery of the HMG-CoA reductase inhibitors (ФРГ)
- 1987 — Toray Science and Technology Prize (Япония)
- 2000 — Премия Фонда Уоррена Алперта[англ.]
- 2006 — Премия Мэссри
- 2006 — Премия Японии[6]
- 2008 — Премия Ласкера-Дебейки по клиническим медицинским исследованиям[7]
- 2011 — Заслуженный деятель культуры[англ.]
- 2012 — введён в Национальный зал славы изобретателей США[11]
- 2014 — Prince Mahidol Award[англ.]
- 2017 — Международная премия Гайрднера

За исключением всеобщего признания, Эндо никогда не получил какой либо денежной или иной выгоды от своего открытия, несмотря на то, что статины входят в список самых часто выписываемых лекарств. «Миллионы людей, чья жизнь будет продлена благодаря статиновой терапии, обязаны этим Акире Эндо» — заявили Майкл Браун и Джозеф Голдштейн, получившие Нобелевскую премию за схожую работу на холестероле.